# 且午站
且午站是位于云南省宣威市来宾街道且午的一个铁路车站，有沪昆铁路经过，邮政编码655419。车站建于1965年，当时设有3条股道；车站站名来源于彝语“扯乌”，意为“山脚下稻田旁的村子”；2012年六沾复线开通后车站迁至现址，成为成、昆两局的局界站，原局界站徐屯站则改建为本站货场。该站及其上下行区间均已电气化，距离贵阳站353公里。车站隶属成都铁路局六盘水车务段，是四等站，不办理客运业务，货运仅办理散装货物到达。车站有始发往六盘水的通勤列车。